# دریک پیرس
دریک پیرس (انگلیسی: Derrick Pierce؛ زاده ۱ مارس ۱۹۷۴) یک بازیگر پورنوگرافی است.